# Dicranum pachyneuron
Dicranum pachyneuron là một loài Rêu trong họ Dicranaceae. Loài này được (Molendo) Kindb. mô tả khoa học đầu tiên năm 1897.